# Charlot alle corse
Charlot alle corse (Gentlemen of Nerve) è un cortometraggio del 1914 scritto, diretto, montato e interpretato da Charlie Chaplin. Prodotto dalla Keystone Pictures Studio, il film fu girato in parte sul circuito di Ascot Park a Los Angeles (come già Mabel e Charlot venditori ambulanti) il 20 settembre 1914 durante una gara benefica con il pilota Bert Dingley; fu completato il 7 ottobre e distribuito negli Stati Uniti dalla Mutual Film il 29 ottobre, mentre in Italia fu trasmesso su Rai 1 il 23 maggio 1970 nel programma Oggi le comiche. In inglese è noto anche coi titoli Charlie at the Races e Some Nerve.

## Trama
Il signor Walrus e la sua fidanzata Mabel si recano a vedere una corsa automobilistica, ma sugli spalti Walrus rivolge subito le sue attenzioni verso un'altra donna più matura. Nel frattempo, il signor Wow-Wow e un uomo corpulento (che aveva avuto un alterco con Walrus) riescono ad entrare di nascosto attraverso un'apertura nella staccionata, frustrando i tentativi di un poliziotto di bloccarli. Wow-Wow semina subito il caos litigando con Walrus ed altri spettatori, ma Mabel è divertita dalle sue marachelle. Così, quando Walrus e l'uomo corpulento vengono arrestati dal poliziotto, i due si siedono vicini e cominciano ad amoreggiare.

## Distribuzione

### Data di uscita
Le date di uscita internazionali sono state:
- 29 ottobre 1914 negli Stati Uniti
- 17 novembre 1915 in Spagna (Mabel y Charlot en las carreras)
- 28 febbraio 1916 in Danimarca (Chaplin har ingen Nerver)